# Gonzalo Pérez de Vargas
Gonzalo Pérez de Vargas (ur. 10 stycznia 1991 w Toledo) – hiszpański piłkarz ręczny grający na pozycji bramkarza, w drużynie FC Barcelona Intersport i Reprezentacji Hiszpanii.

## Sukcesy

### reprezentacyjne
- Mistrzostwa Europy:
  -  2016
  -  2014

### klubowe
- Mistrzostwa Hiszpanii:
  -  2011, 2015, 2016, 2017
- Klubowe mistrzostwa świata:
  -  2015, 2018
- Liga Mistrzów:
  -  2011, 2015
- Superpuchar Hiszpanii:
  -  2010, 2015, 2016, 2017, 2018
- Puchar Króla:
  -  2010, 2015, 2016, 2017
- Superpuchar Katalonii:
  -  2010, 2015, 2016, 2017, 2018
- Puchar ASOBAL:
  -  2011, 2015, 2016, 2017